# Sunday Sport
Sunday Sport ist eine 1986 gegründete britische Boulevardzeitung, die vom Verlag Sunday Sport Ltd. herausgegeben wird. Die Zeitung veröffentlicht absurde Berichte, wie zum Beispiel die Meldung, dass ein Londoner Doppeldeckerbus im Eis der Antarktis gefunden worden wäre oder dass ein Bomberflugzeug aus dem Zweiten Weltkrieg auf dem Mond entdeckt worden und kurz darauf auf mysteriöse Weise verschwunden sei. Verteidiger der Zeitung vermuten, dass diese nicht ernstgemeint sei. Wesentliche Teile des Inhalts bestehen aus Softcorepornographie und Werbung für sexuelle Dienstleistungen.

## Geschichte
Ursprünglich wurde Sunday Sport von David Sullivan herausgegeben. Die Werbung in der Publikation wurde von Sullivans Protegé Karren Brady verwaltet, die später Leitende Direktorin des Birmingham City Football Club und Vizevorsitzende des West Ham United F.C. wurde. Sullivan verkaufte die Zeitung an Sport Newspapers, war allerdings 2009 gezwungen, eine Stützungszahlung in Höhe von 1,68 Millionen britischen Pfund zu leisten. Seit September 2007 ist Nick Appleyard als Herausgeber tätig. Ihm zuvorgegangen waren Michael Gabbert und Paul Carter. Zeitweise war Sunday Sport mit der Zeitung Daily Sport assoziiert.
Am 1. April 2011 stellte die Zeitung die Veröffentlichung ein und meldete Konkurs an. Am 8. Mai nahm Sunday Sport den Betrieb wieder auf, nachdem es von David Sullivan für 50.000 £ zurück erworben worden war. Unter Sullivan wird die Zeitung dreimal pro Woche veröffentlicht, am Mittwoch als Midweek Sport, am Freitag als Weekend Sport und am Sonntag als Sunday Sport.
Sunday Sport orientiert sich an The Sun, insbesondere an dem Page Three girl, dehnt diese Rubrik jedoch über einen weiteren Umfang aus. Nach dem Ausscheiden des Chefredakteurs Tony Livesey im August 2006 konzentrierte sich die Zeitung stärker auf Themen der Regenbogenpresse. Der Zeitung sind meist Werbeartikel beigelegt.
Die Auflage der Zeitung sinkt, da die Mischung aus Pornographie, Humor, Sport und Pseudonachrichten von zahlreichen anderen Publikationen aufgegriffen wird und Sunday Sport dabei als veraltet wahrgenommen wird. Die Zeitung versucht daher, sich als an Männer gerichtete Zeitung zu positionieren. Der leitende Direktor der Zeitung, Andrew Fickling kommentiert dies mit den Worten: „Wir glauben, dass dies eine Gelegenheit ist, Leser von dem Star und der Sun abzuziehen, da diese Zeitungen zu feminin sind.“
Als so genannte Modelle für die Zeitung waren unter anderem Linsey Dawn McKenzie, Solange Hop, Cherry Dee, Zoe Parker, Josie Shaw und Dani Thompson tätig.